# 第68旅団 (日本軍)
第68旅団（だい68りょだん、第六十八旅団）は、大日本帝国陸軍の旅団の一つ。

## 概要
昭和19年6月、陸軍公主嶺学校教導団を基幹として編成された。満州から台湾を経てフィリピン戦線に投入され、昭和19年12月にレイテ島の戦いに参加。島西部のカンギポット山付近で米比軍と交戦し、昭和20年7月頃に玉砕した。

## 沿革

### 旅団の編成
昭和19年6月19日、サイパン島方面の戦局が悪化する中で、満州の陸軍公主嶺学校長・村上啓作中将に対して第68旅団の編成が下命された。これを受けて公主嶺学校では、わずか４日間の編成期間で、歩兵１個連隊（２個大隊）、砲兵１個大隊を基幹とする小規模な旅団を編成した（のち台湾で拡充改編）。その要員は学校の教導団と、他部隊からの少数の転入者であり、この時期では貴重な現役兵部隊だった。旅団長には同校教導団長の栗栖猛夫少将が任命され、同旅団の中心となる歩兵第126連隊の長には、同校歩兵教導連隊長の沖静夫大佐が充当された。沖大佐は既に歩兵第54連隊長、留守第51師団参謀長を務めた経験があり、歩兵連隊長には2回目の登板だった。
沖新連隊長は早速上京し、6月24日に宮中に伺候、昭和天皇から軍旗を親授された。また、作戦連絡のため市ヶ谷の大本営に赴いたところ、当時総理大臣・陸軍大臣を兼務して多忙な身だった東條英機参謀総長が、特に時間を割いて沖大佐に直接戦況を説明し、第68旅団に対する多大な期待を述べて激励した。

### 台湾への進出
6月23日に編成を終えた第68旅団は、当初サイパン島奪回作戦への使用を想定されており、早速25日に釜山に到着した。しかし翌26日、旅団は一転して台湾軍に所属することになり、ぶらじる丸・宇品丸・杭州丸の3隻の輸送船に分乗し、7月上旬から逐次釜山を出港。門司、桜島、那覇を経由して、27日に台湾・基隆港に到着した。その後、10月末までの約3か月間、旅団は新竹市周辺に駐留し、厳しい訓練を重ねた。捷号作戦に際して、旅団は島外に出撃し、海上機動による反撃を行うことが想定されており、乗船・達着上陸・海岸付近での戦闘や夜間戦闘の訓練が繰り返された。
また、10月20日に旅団の改編が行われた。その結果、在台湾の第50師団、第66師団等から約600名の将兵が旅団に転入し、歩兵第126連隊に第3大隊が新設された。また、旅団砲兵隊に1個大隊が追加され、第1大隊（野砲1個中隊、十榴2個中隊）、第2大隊（十榴3個中隊）の2個大隊編制となった。

### フィリピン戦線へ
旅団が改編を終えた10月20日、中部フィリピンのレイテ島に米軍が上陸を開始し、所在の第16師団との交戦が始まった。こうした戦況の激化を受けて、10月23日、台湾の第68旅団にもフィリピン派遣の大命が下り、第14方面軍は旅団のレイテ島投入を決定した。旅団は海軍の二等輸送艦や陸軍の機動艇により、合計五次に分かれて基隆からマニラまで輸送されることとなった。11月初旬、台北の第10方面軍司令部で行われた壮行会で、軍司令官の安藤利吉大将や幕僚たちを前にして、栗栖旅団長は次のような挨拶を行った。
「……途中（海没）が心配だが、無事上陸できたら、一個師団やそれ以上の戦力を存分発揮して内外の期待に応えうる自信がある。特に指揮官の能力及び部隊の練度は国軍においてこれ以上のものは望めまい。部隊の士気もまた旺盛である。夜襲・夜間戦闘についても対米戦法の訓練を重ね、その訓練成果を発揮する機会を一同待望している。……比島の虎の子決戦兵団として大いに活躍したい……」
しかし、マニラへの海上輸送路では既に米軍の攻撃による海没が相次いでおり、旅団もその被害から逃れることはできなかった。米軍機による度重なる空襲により、第一次輸送では海軍の第139号輸送艦が、第五次輸送では陸軍の機動第8号艇が撃沈されるなどの損害が生じ、歩兵第126連隊本部、歩兵砲中隊、速射砲中隊、通信隊などから多数の戦死者が出た。この基隆～マニラ間の海上輸送時の旅団の戦死者数は、約1,000名だったとする記録がある。
そして11月23日、ようやく旅団の全部隊がマニラに到着した。ここで特別輜重隊（660名）が追加された後、12月5日、旅団将兵は赤城山丸以下4隻の輸送船に分乗し、第八次多号作戦によりレイテ島オルモックに向けて出発した。しかし7日、米軍がオルモック南方のイピルへの上陸を行い、オルモックへの確実な輸送は絶望視される状況となった。このため、船団はオルモックへの輸送を諦め、レイテ島西北部のサンイシドロに擱座上陸を敢行した。結果的に、レイテ島への上陸を果たした旅団将兵は約4,000名だった。

### レイテ島の戦い
12月11日まで続いた揚陸作業の結果、旅団は火砲4門（十榴3門、野砲1門）、連隊砲・大隊砲・機関銃の大部分、弾薬の8割を揚陸することに成功した。しかし、火砲については運搬の手段に困ってサンイシドロに残置することになり、水牛等を利用して連隊砲2門のみを携行することとした。
そして旅団は、リモン峠付近で激戦を続けている第1師団との合流を目指し、9日早朝から東進を開始した。しかし途中で大湿地・氾濫地帯に阻まれ、リモン峠への直進は不可能だったため、510高地（レイテ富士）の西方を迂回して南下した。連日の降雨のため進路は泥濘と化し、また米軍・ゲリラとの戦闘や敵機の攻撃が続いたため夜間の行軍となり、旅団の前進は遅れた。ようやく12月25日、旅団はカンギポット山北方のペニアで、リモン峠から撤退してきた第1師団と遭遇した。栗栖旅団長は、第1師団長の片岡董中将、歩兵第57連隊長の宮内良夫大佐と士官学校同期であり、特に宮内連隊長とは同じ中隊の出身だった。戦場で宮内連隊長と久々の再会を果たした栗栖旅団長は、「これで僕は、レイテの土となるのだ」と語っていたという。
第1師団と連携が取れた第68旅団は、同師団に続行して西進し、12月28日に「カンギポット山付近に転進し、複廓陣地を占領せよ」との軍命令を受領した。そして30日にビリヤバ東方に進出し、31日早朝からビリヤバの米軍への攻撃を開始した。以後、昭和20年4月下旬にビリヤバ東方台地から撤退するまで、旅団はビリヤバ付近で米軍と頑強に攻防戦を繰り広げた。１月時点では旅団から米軍に対して活発な攻撃を行ったが、２月に入ると米軍は兵力を増強し、ゲリラも含めた8個大隊によって旅団を三方から包囲し、執拗な反復攻撃を行った。この頃、カンギポット山付近に残存する日本軍は、北自活隊（第26師団）、中自活隊（軍司令部、第1師団、第68旅団、歩兵第5連隊、歩兵第41連隊、金田集成大隊（第102師団））、南自活隊（歩兵第77連隊、独立歩兵第380大隊、海軍伊東陸戦隊）に分かれて自活を続けていたが、米軍に圧迫されて、北・南自活隊は2月下旬～3月上旬に、中自活隊も4月上旬頃には自活の基本配置を維持できなくなり、北方のカルブゴス山方面に逐次移動した。その際、比較的戦力の残っていた第68旅団が、これら残存将兵の転進を支援した。
しかし、間もなく旅団の戦力も尽きる時が来た。4月24日、歩兵第126連隊長の金田長雄大佐（沖少将後任）は、陣地の撤収と転進開始を命じたが、翌25日に第2大隊が全滅し、第1大隊長の永野少佐も戦死した。5月に入ると、残存将兵は不利な団体行動を避けて自由行動を取るようになり、6月中旬には連隊の兵力は金田連隊長以下18名となった。そして、7月20日頃までに旅団の消息は全く絶え、その終焉を迎えることとなった。

## 所属部隊
昭和19年10月時点の旅団の所属部隊は以下のとおり。
- 旅団司令部（152名）
  - 旅団長　栗栖猛夫 少将
  - 参謀　　三角正治 少佐
- 歩兵第126連隊（3,624名）
  - 連隊長　沖静夫 大佐
    - 第１大隊長　永野進 少佐
    - 第２大隊長　和田俊郎 中佐
    - 第３大隊長　和田繁二 少佐
- 旅団砲兵隊（1,350名）
  - 長　守永晃 中佐
    - 第１大隊長　川勝隆充 少佐
    - 第２大隊長　米沢克行 少佐
- 旅団工兵隊（250名）
  - 長　後藤健一 少佐
- 旅団通信隊（203名）
  - 長　窪田十三芳 少佐
- 旅団衛生隊（239名）
  - 長　佐藤正 大尉

総員　4,377名（将校139名、下士官・兵4,238名）

## 歴代旅団幹部等

### 旅団長
- 栗栖猛夫 少将（陸士27期）：1944年（昭和19年）6月23日 - 1945年（昭和20年）2月（第26師団長心得に転出）
- 沖静夫 大佐（陸士28期、陸大専科1期。1945年3月1日付で少将。3月23日付で第35軍司令部付となるが、栗栖旅団長転出後の旅団の指揮を執っていた[14]）

### 旅団参謀
- 市川治平 中佐（陸士37期、陸大49期）：1944年（昭和19年）6月23日 - 1944年7月8日[15]
- 三角正治 少佐（陸士48期）：1944年（昭和19年）8月8日[16] -
- 瀬戸口武夫 少佐（陸士44期）：1944年（昭和19年）11月6日[17] -

### 歩兵第126連隊長
- 沖静夫 大佐：1944年（昭和19年）6月23日 - 1945年（昭和20年）3月23日[14]
- 金田長雄 大佐（陸士30期）：1945年（昭和20年）3月23日[14] -

## 旅団の装備
各部隊は定数以上の兵器を有していたほか、装備定数にない一式機動四十七粍速射砲、一〇〇式機関短銃、火炎放射器など、陸軍公主嶺学校における学生教育用の兵器も携行した。しかし、旅団とともに満州から台湾に輸送された兵器・弾薬のうち相当量は、そのまま台湾に残置され、フィリピンに輸送されることはなかった。これは、旅団が海上機動による反撃に使用されることが想定され、輸送した兵器・弾薬の一部のみを携行することとなったためだった。
また、旅団は火砲・重火器・弾薬等の牽引のために必要な車両馬匹を保有していなかった。このため、旅団はレイテ島上陸後、火砲等の運搬に支障を来すこととなった。

## 旅団の戦死者・生還者
厚生省援護局調査課（旧第一復員局）が昭和43年5月時点で把握した数字によれば、旅団の総兵力は6,392名、戦没者は6,302名である。なお、生還者90名には台湾～ルソン島間の海上輸送で負傷・入院し、後に帰還した者が含まれており、レイテ島から生還した将兵は10名に満たないという。
また、レイテ島カンギポット山付近からの生還者が極めて少ないため、旅団の最期の模様は明らかでない。ほとんどの旅団将兵の戦没日時は、「昭和20年7月17日、ビリヤバ付近で戦死」で一括認定されている。